# Colleville-sur-Mer
Pour les articles homonymes, voir Colleville (homonymie).
Colleville-sur-Mer est une commune française, située dans le département du Calvados en Normandie, peuplée de 203 habitants.

## Géographie
| Saint-Laurent-sur-Mer                                  | Mer de la Manche   | Mer de la Manche                                        |
| Saint-Laurent-sur-Mer                                  | Colleville-sur-Mer | Aure sur Mer (comm. dél. de Sainte-Honorine-des-Pertes) |
| Formigny La Bataille (comm. dél. de Formigny), Surrain | Surrain            | Aure sur Mer (comm. dél. de Russy)                      |

### Hydrographie
La commune est située dans le bassin Seine-Normandie. Elle est drainée par le ruisseau des Moulins et le fossé 01 de la commune de Saint-Laurent-sur-Mer,,.

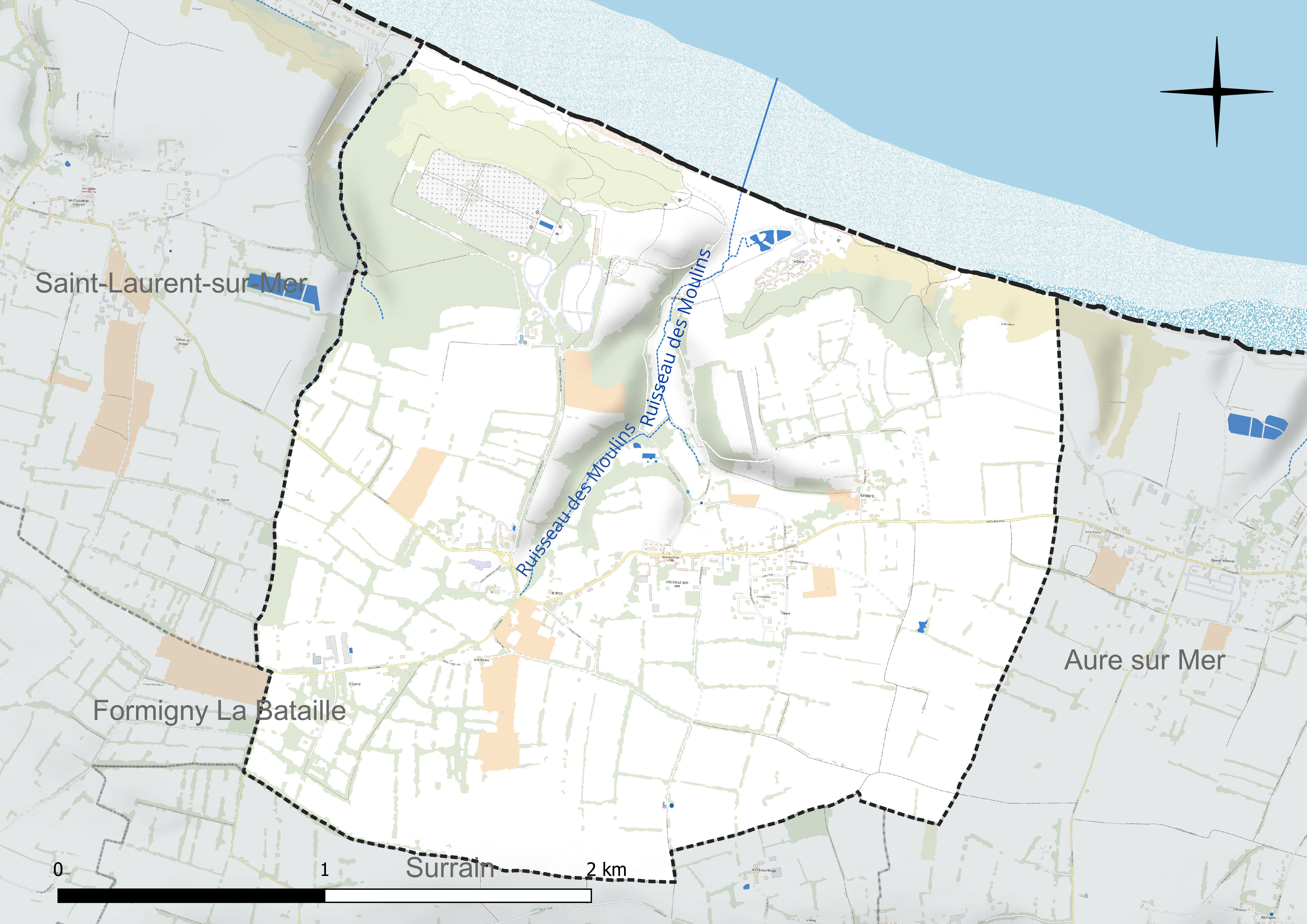
Réseau hydrographique de Colleville-sur-Mer.

### Climat
Pour des articles plus généraux, voir Climat de la Normandie et Climat du Calvados.
En 2010, le climat de la commune est de type climat océanique franc, selon une étude du CNRS s'appuyant sur une série de données couvrant la période 1971-2000. En 2020, Météo-France publie une typologie des climats de la France métropolitaine dans laquelle la commune est exposée à un climat océanique et est dans la région climatique  Normandie (Cotentin, Orne), caractérisée par une pluviométrie relativement élevée (850 mm/a) et un été frais (15,5 °C) et venté. Parallèlement le GIEC normand, un groupe régional d'experts sur le climat, différencie quant à lui, dans une étude de 2020, trois grands types de climats pour la région Normandie, nuancés à une échelle plus fine par les facteurs géographiques locaux. La commune est, selon ce zonage, exposée à un « climat maritime », correspondant au Cotentin et à l'ouest du département de la Manche, frais, humide et pluvieux, où les contrastes pluviométrique et thermique sont parfois très prononcés en quelques kilomètres quand le relief est marqué.
Pour la période 1971-2000, la température annuelle moyenne est de 10,6 °C, avec  une amplitude thermique annuelle de 11,4 °C. Le cumul annuel moyen de précipitations est de 823 mm, avec 12,9 jours de précipitations en janvier et 7,8 jours en juillet. Pour la période 1991-2020, la température moyenne annuelle observée sur la station météorologique la plus proche, située sur la commune de Balleroy-sur-Drôme à 19 km à vol d'oiseau, est de 11,2 °C et le cumul annuel moyen de précipitations est de 924,3 mm,. Pour l'avenir, les paramètres climatiques de la commune estimés pour 2050 selon différents scénarios d'émission de gaz à effet de serre sont consultables sur un site dédié publié par Météo-France en novembre 2022.

## Urbanisme

### Typologie
Au 1er janvier 2024, Colleville-sur-Mer est catégorisée commune rurale à habitat très dispersé, selon la nouvelle grille communale de densité à 7 niveaux définie par l'Insee en 2022.
Elle est située hors unité urbaine et hors attraction des villes,.
La commune, bordée par la baie de Seine, est également une commune littorale au sens de la loi du 3 janvier 1986, dite loi littoral. Des dispositions spécifiques d'urbanisme s'y appliquent dès lors afin de préserver les espaces naturels, les sites, les paysages et l'équilibre écologique du littoral, tel le principe d'inconstructibilité, en dehors des espaces urbanisés, sur la bande littorale des 100 mètres, ou plus si le plan local d'urbanisme le prévoit.

### Occupation des sols
L'occupation des sols de la commune, telle qu'elle ressort de la base de données européenne d'occupation biophysique des sols Corine Land Cover (CLC), est marquée par l'importance des territoires agricoles (67,6 % en 2018), en diminution par rapport à 1990 (80,6 %). La répartition détaillée en 2018 est la suivante : 
prairies (35,5 %), terres arables (32,1 %), forêts (16,2 %), zones urbanisées (9,9 %), espaces verts artificialisés, non agricoles (4,9 %), espaces ouverts, sans ou avec peu de végétation (1,5 %). L'évolution de l'occupation des sols de la commune et de ses infrastructures peut être observée sur les différentes représentations cartographiques du territoire : la carte de Cassini (XVIIIe siècle), la carte d'état-major (1820-1866) et les cartes ou photos aériennes de l'IGN pour la période actuelle (1950 à aujourd'hui).

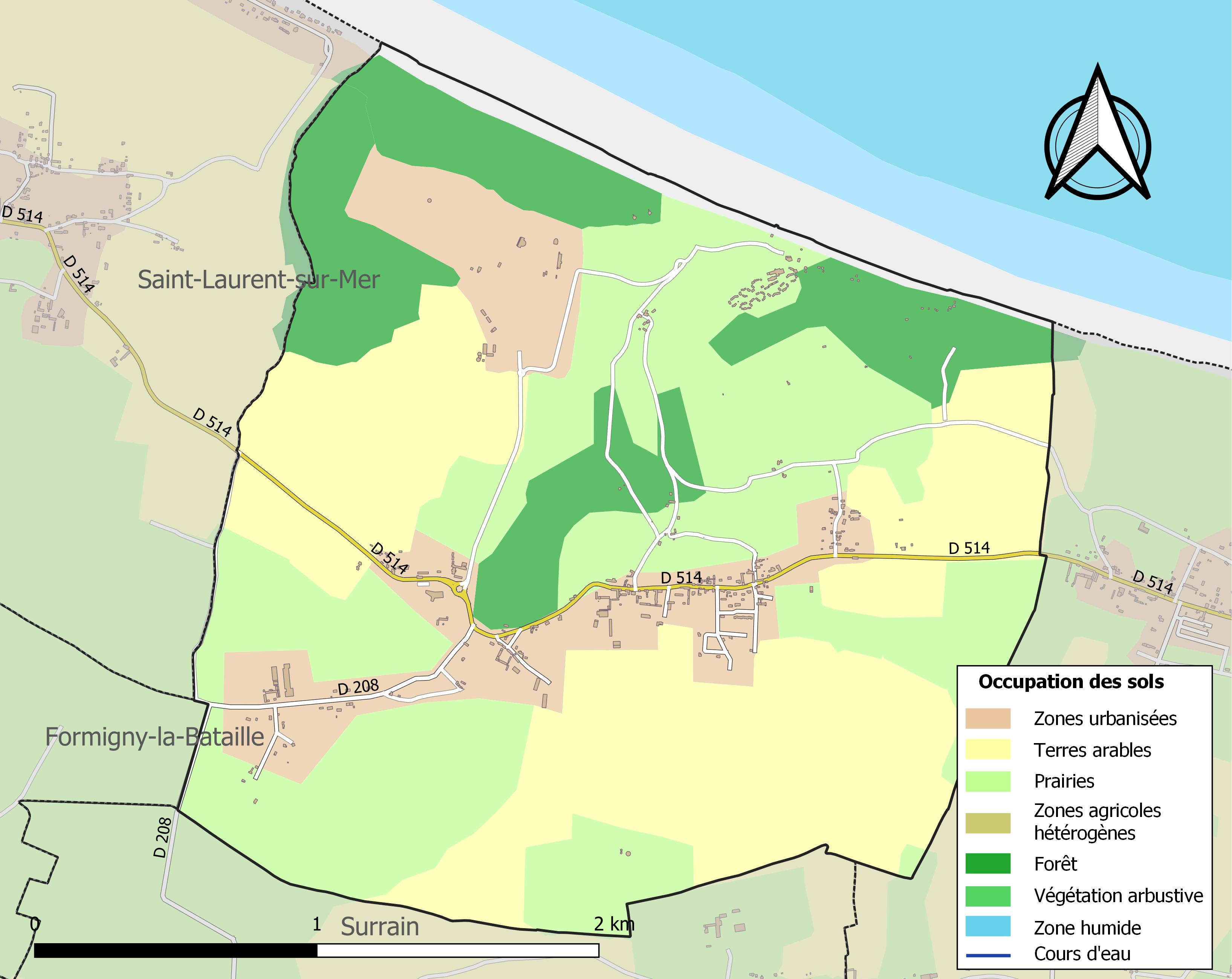
Carte des infrastructures et de l'occupation des sols de la commune en 2018 (CLC).

## Toponymie

### Attestations anciennes
Le nom de la localité est attesté sous les formes Colevilla en 1080 et en 1082 (Lucien Musset, Abbayes caennaises, 8) ; Colivilla sans date (Cartulaire de la Trinité); Collevilla en 1269; Coleville sus la Mer au XIIIe siècle (Charte de l'abbaye d'Ardennes, n° 572).

### Étymologie
Voir Colleville-Montgomery.
Le gentilé est Collevillais.

## Politique et administration
| Période                                  | Période  | Identité         | Étiquette | Qualité                                                                                              |
| ---------------------------------------- | -------- | ---------------- | --------- | --- |
| juin 1973                                | mai 2000 | Bernard Petit    |           | |
| 2000                                     | En cours | Patrick Thomines | DVD       | Directeur administratif et financier Président de la communauté de communes Conseiller départemental |
| Les données manquantes sont à compléter. |          |                  |           | |

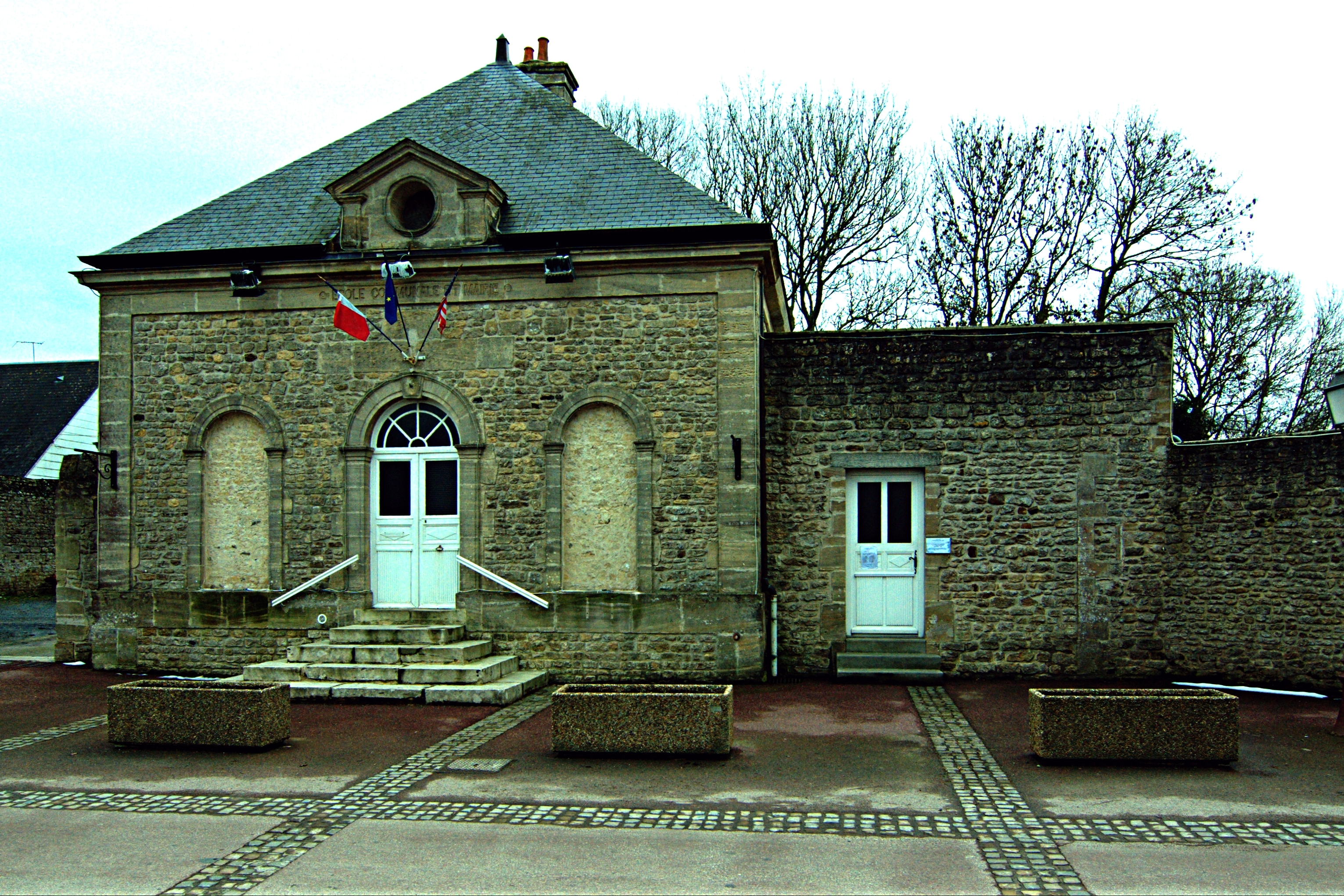
La mairie.

Le conseil municipal est composé de onze membres dont le maire et un adjoint.

## Démographie
L'évolution du nombre d'habitants est connue à travers les recensements de la population effectués dans la commune depuis 1793. Pour les communes de moins de 10 000 habitants, une enquête de recensement portant sur toute la population est réalisée tous les cinq ans, les populations de référence des années intermédiaires étant quant à elles estimées par interpolation ou extrapolation. Pour la commune, le premier recensement exhaustif entrant dans le cadre du nouveau dispositif a été réalisé en 2006.
En 2022, la commune comptait 203 habitants, en évolution de +15,34 % par rapport à 2016 (Calvados : +1,58 %, France hors Mayotte : +2,11 %).
Colleville-sur-Mer a compté jusqu'à 369 habitants en 1821.
| 1793 | 1800 | 1806 | 1821 | 1831 | 1836 | 1841 | 1846 | 1851 |
| ---- | ---- | ---- | ---- | ---- | ---- | ---- | ---- | ---- |
| 324  | 342  | 344  | 369  | 352  | 342  | 320  | 329  | 338  |

| 1856 | 1861 | 1866 | 1872 | 1876 | 1881 | 1886 | 1891 | 1896 |
| ---- | ---- | ---- | ---- | ---- | ---- | ---- | ---- | ---- |
| 292  | 323  | 305  | 306  | 322  | 317  | 317  | 279  | 274  |

| 1901 | 1906 | 1911 | 1921 | 1926 | 1931 | 1936 | 1946 | 1954 |
| ---- | ---- | ---- | ---- | ---- | ---- | ---- | ---- | ---- |
| 258  | 257  | 229  | 205  | 209  | 214  | 216  | 194  | 215  |

| 1962 | 1968 | 1975 | 1982 | 1990 | 1999 | 2006 | 2011 | 2016 |
| ---- | ---- | ---- | ---- | ---- | ---- | ---- | ---- | ---- |
| 225  | 195  | 180  | 169  | 146  | 172  | 167  | 184  | 176  |

| 2021 | 2022 | - | - | - | - | - | - | - |
| ---- | ---- | - | - | - | - | - | - | - |
| 193  | 203  | - | - | - | - | - | - | - |

## Économie et tourisme
La commune se situe dans la zone géographique des appellations d'origine protégée (AOP) Beurre d'Isigny et Crème d'Isigny.
Depuis mars 2010, Colleville-sur-Mer forme avec Saint-Laurent-sur-Mer et Vierville-sur-Mer un groupement de « communes touristiques ».

## Lieux et monuments

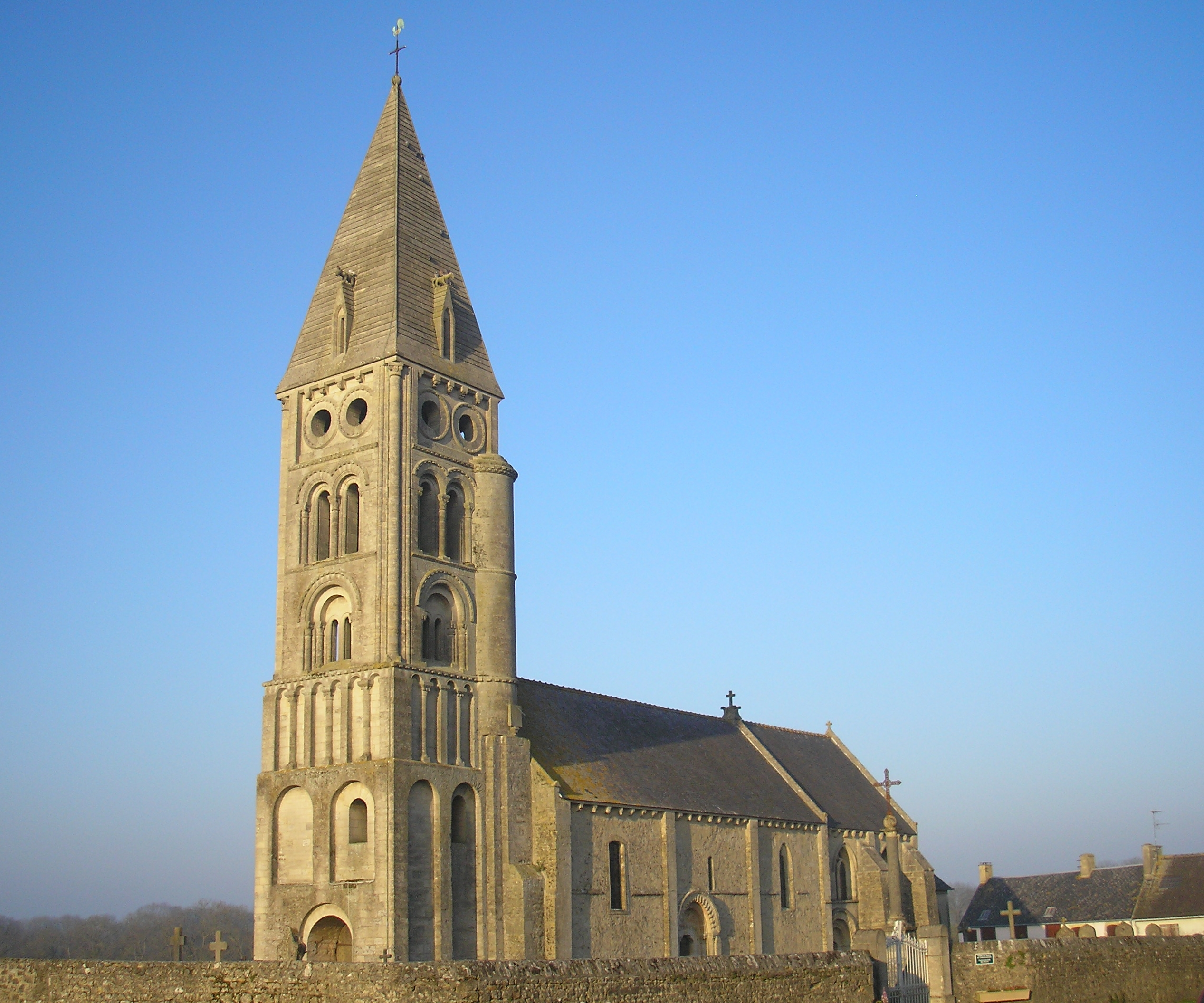
L'église Notre-Dame-de-l'Assomption.

L'église Notre-Dame-de-l'Assomption date des XIIe et XIIIe siècles, classée monument historique en 1840. Elle fut presque entièrement détruite lors du débarquement par des tirs de destroyers américains car le clocher servait de poste d'observation à sept soldats allemands qui communiquaient les coordonnées de tirs aux batteries allemandes. La reconstruction a duré de 1946 à 1951 et a redonné à l'église son aspect d'avant-guerre.

### Cimetière américain
C'est au-dessus de la plage d'Omaha la Sanglante, sur la colline, qu'a été construit, le 8 juin 1944, le premier cimetière militaire américain de la Seconde Guerre mondiale. 9 387 militaires américains reposent dans ce cimetière militaire sur un des plateaux surplombant la plage où débarquèrent les soldats appartenant aux 1re et 29e divisions d'infanterie américaines.

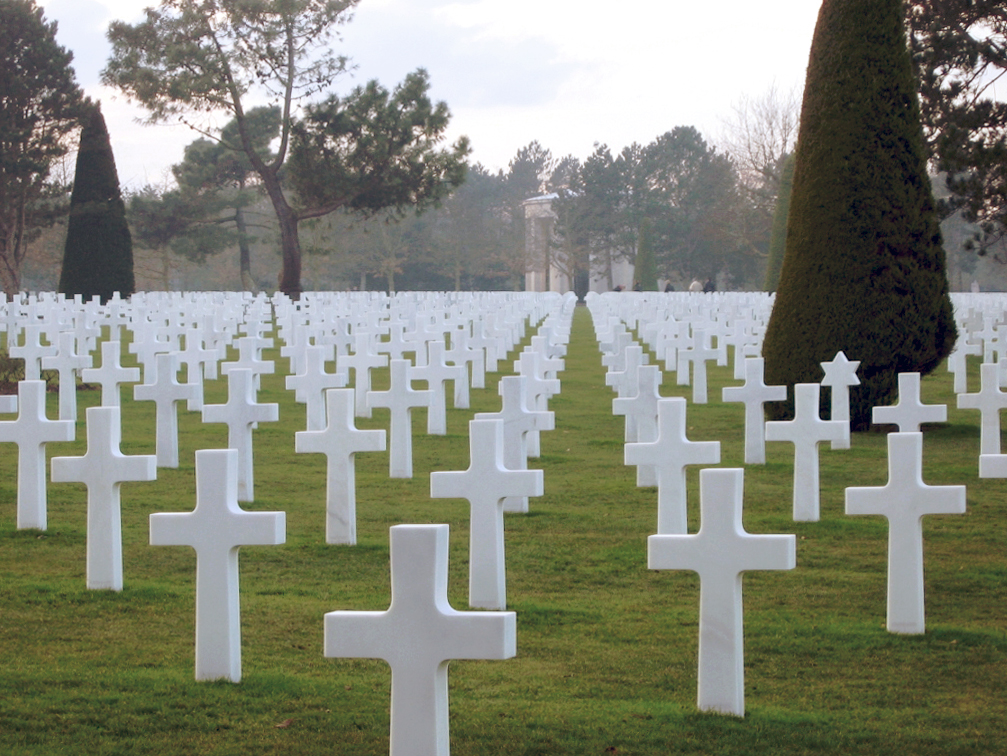
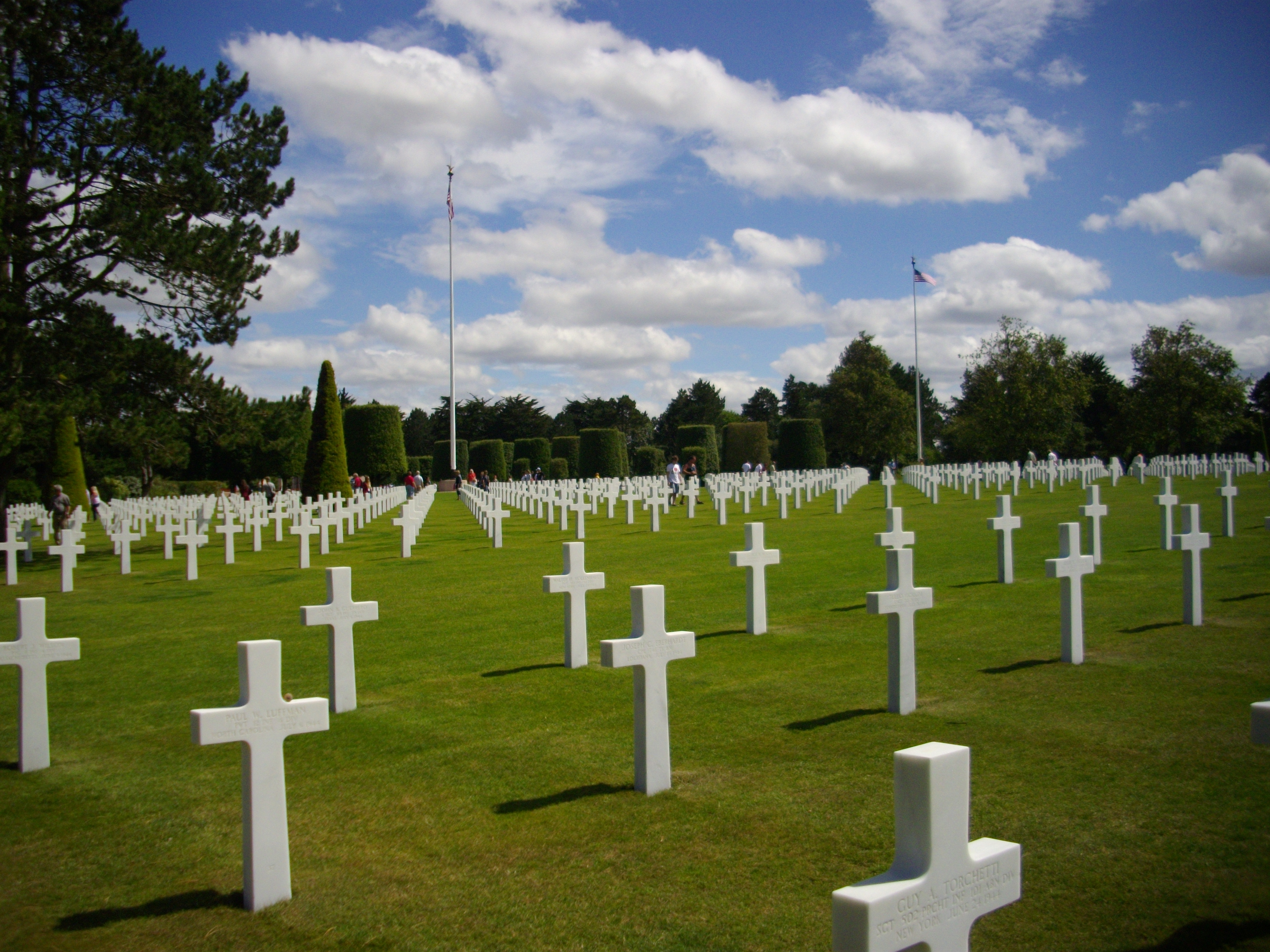
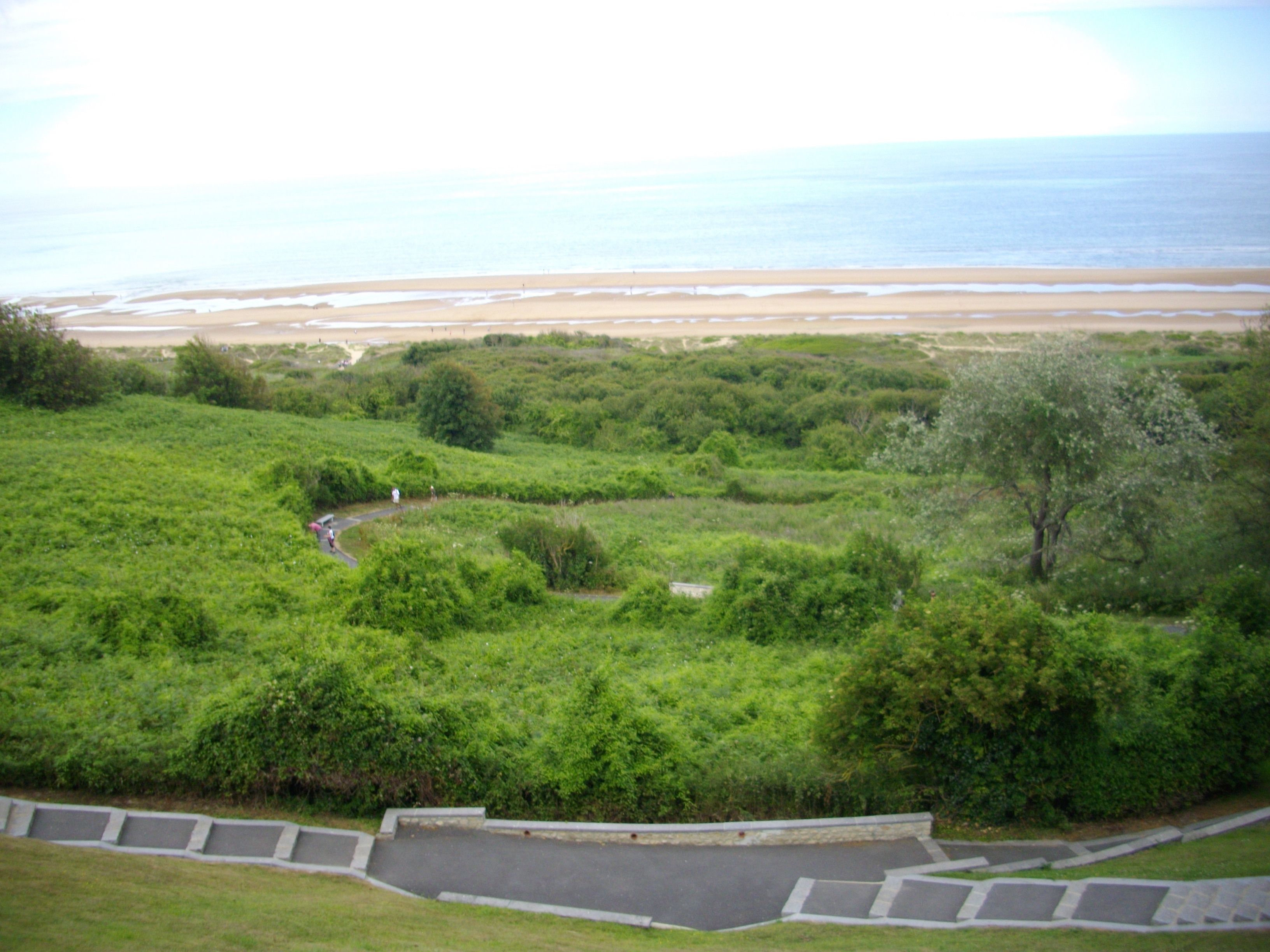

## Personnalités liées à la commune
- Sergent Frederick Niland : c'est le vrai nom du soldat Ryan (du film Il faut sauver le soldat Ryan), car sa famille n'a pas voulu que sa véritable identité soit utilisée dans le film.
- Theodore Roosevelt Jr : fils du président Theodore Roosevelt, il a également combattu durant cette guerre. Il est enterré dans le cimetière de Colleville-sur-Mer et est récipiendaire, comme deux autres personnes qui reposent ici, de la Médaille d'Honneur du Congrès. La tombe est reconnaissable par ses inscriptions de couleur dorée.
- Bernard Anquetil (1916-1941), résistant français, mort pour la France, Compagnon de la Libération, inhumé au cimetière de Colleville-sur-Mer.